# Шабдаржап
Шабдаржап (каз. Шабдаржап, до 1993 г. — Харькино) — село в Акжаикском районе Западно-Казахстанской области Казахстана. Входит в состав Тайпакского сельского округа. Код КАТО — 273273300.

## Население
В 1999 году население села составляло 730 человек (364 мужчины и 366 женщин). По данным переписи 2009 года, в селе проживало 758 человек (378 мужчин и 380 женщин).

## История
Посёлок Харкинский (Харькинский) входил в 3-й Гурьевский военный отдел Уральского казачьего войска.